# Șoim (gen de păsări)
Șoimii (Falco) sunt un gen de păsări răpitoare diurne din familia Falconidae. Sunt de mărime variată, agere și puternice, cu ciocul scurt și curbat și având câte o crestătură în formă de dinte, care se hrănesc cu pradă vie, mai ales cu păsări. Sunt răspândite pe larg pe toate continentele, cu excepția Antarctidei.

## Caractere morfologice
Șoimii au partea superioară a ciocului curbată în jos, ceea ce ajută pasărea să sfâșie carnea sau să spargă craniul animalui vânat. Irisul păsărilor din această familie este, în general, de culoare întunecată. Partea superioară a picioarelor este acoperită de pene, la fel ca la celelalte păsări răpitoare. Toți șoimii au 15 vertebre cervicale, ceea ce permite, de exemplu, lui Falco tinnunculus să-și rotească capul 180° în căutarea pradei. Ochiul șoimului permite păsării o rază vizuală de 220° fără să rotească capul.

## Răspândire, mod de viață
Șoimul este foarte răspândit pe glob, familia lui cuprinzând 38 de specii. În Europa Centrală trăiesc speciile:
- Falco tinnunculus
- Falco vespertinus
- Falco columbarius
- Falco subbuteo
- Falco peregrinus
- Falco cherrug care este răspândit și în regiunile de stepă din Asia Centrală.

În familia șoimilor există atât păsări migratoare, cât și sedentare. În libertate, șoimii trăiesc de regulă între 15 și 18 ani. Spre deosebire de celelate păsări răpitoare, ei nu construiesc cuiburi, ci ocupă cuibul altor păsări aflat pe stânci, copaci sau clădiri.

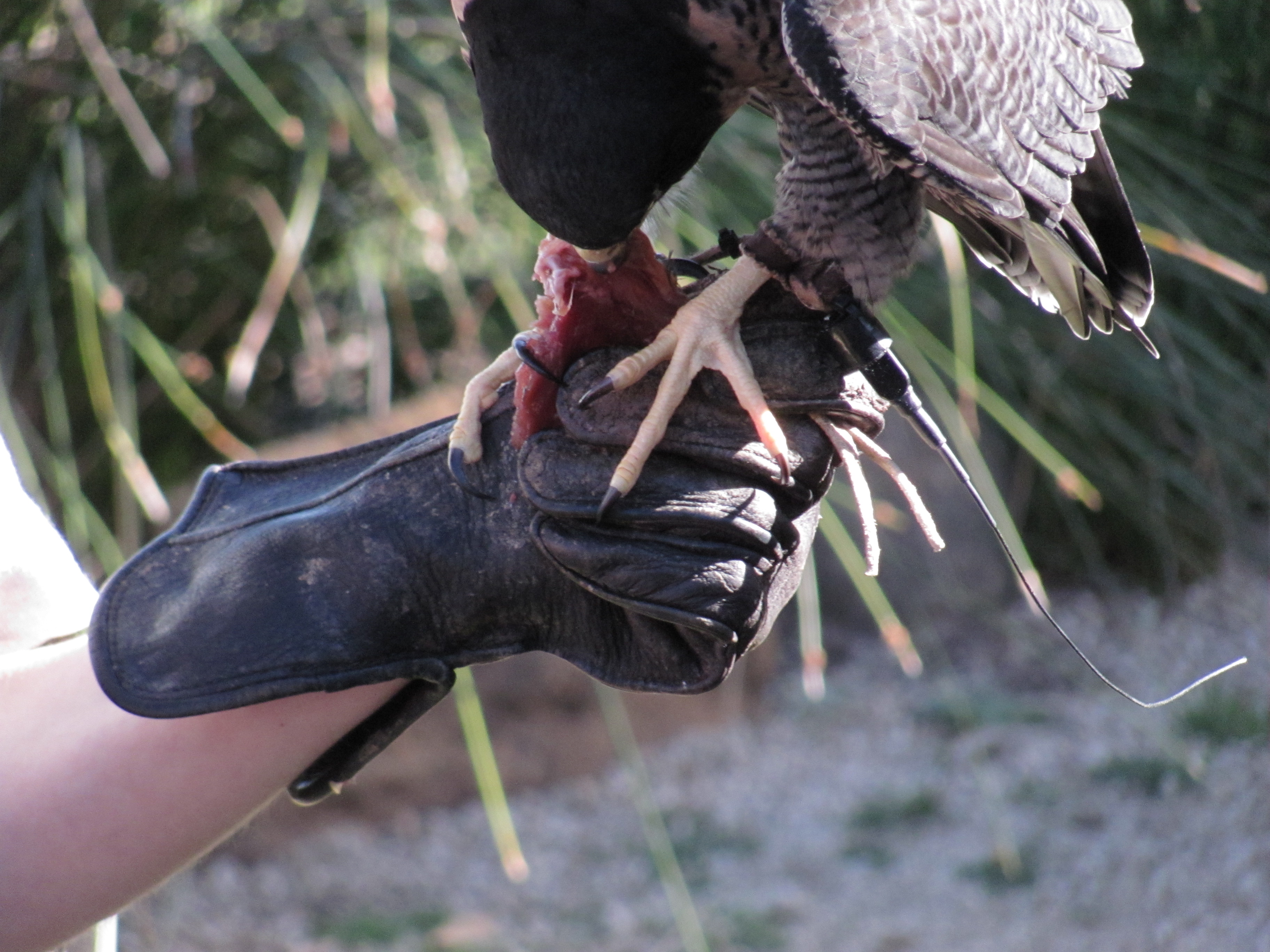
Falco peregrinus

## Hrana
Datorită aripilor lungi și înguste, pasărea are un zbor rapid; totodată, spre deosebire de vultur și uliu, șoimul poate urmări, ajunge și ataca prada în aer. Această tehnică de vânătoare a păsării l-a determinat pe om să folosească șoimi dresați pentru vânătoare. Prada șoimilor constă din păsări, rozătoare mici, reptile, amfibieni și insecte mai mari. În afară de prinderea prăzii, ghearele șoimului pot servi și la atacul prăzii care, fiind lovită în aer de ghearele lui Falco peregrinus, poate muri pe loc.

## Specii
| - Falco alopex - Falco amurensis - Falco araea - Falco ardosiaceus - Falco berigora - Falco biarmicus - Falco cenchroides - Falco cherrug - Falco chicquera | - Falco columbarius - Falco concolor - Falco cuvierii - Falco deiroleucus - Falco dickinsoni - Falco eleonorae - Falco fasciinucha - Falco femoralis - Falco hypoleucos | - Falco jugger - Falco longipennis - Falco mexicanus - Falco moluccensis - Falco naumanni - Falco newtoni - Falco novaeseelandiae - Falco pelegrinoides - Falco peregrinus - Falco punctatus | - Falco rufigularis - Falco rupicoloides - Falco rusticolus - Falco severus - Falco sparverius - Falco subbuteo - Falco subniger - Falco tinnunculus - Falco vespertinus - Falco zoniventris |